# 석진욱
석진욱(石晋旭, 1976년 12월 5일~)은 대한민국의 전 배구 선수, 현 배구 지도자다.

## 선수 생활
삼성화재의 원 클럽 플레이어로, 현역 시절에는 매우 유명한 수비형 레프트였다. 공수 양면에서 활약이 뛰어나 '배구도사'라고 불리기도 하였다. 삼성화재에서 2013년까지 뛰고 은퇴하였다.

## 지도자 생활
2013년에 은퇴하자마자 신생 팀 안산 OK저축은행 러시앤캐시의 창단 감독을 맡게 된 김세진의 부름을 받아 수석코치로 영입됐다. 2014-15, 2015-16시즌 2시즌 연속으로 우승을 이끌었다.
2018-19 시즌을 마감한 후 김세진 감독이 성적 부진으로 사퇴하자, 김세진의 후임으로 안산 OK저축은행 러시앤캐시의 제2대 감독이 되었다. 하지만 코로나19로 시즌이 조기에 종료된 2019-2020 시즌을 제외하고 2020-2021 시즌 외에는 포스트 시즌에 나서지 못해, 2022-2023 시즌 후 사임하고 오기노 마사지에게 감독을 넘겼다.
2025년 4월에는 U-21 남자 청소년 배구 국가대표팀으로 선임됐다.

## 해설가 경력
사임 후 일본과 유럽 등지를 돌면서 재충전했던 그는 2024년 5월 30일에 KBS N 스포츠의 배구 해설위원으로 영입됐다.

## 출신 학교
- 인천주안초등학교
- 인하대학교 사범대학 부속중학교
- 인하대학교 사범대학 부속고등학교
- 한양대학교